# 伊拉湖镇
伊拉湖镇，是中华人民共和国新疆维吾尔自治区吐鲁番市托克逊县下辖的一个乡镇级行政单位。
2013年，新疆维吾尔自治区人民政府批复同意撤销伊拉湖乡建制，设立伊拉湖镇。

## 行政区划
伊拉湖镇下辖以下地区：
康克村、伊拉湖村、古勒巴格村、郭如村、依提帕克村、安西村、阿克塔格村和布尔加依村。